# Damian Young
Damian Young (Washington, 27 ottobre 1961) è un attore statunitense.
È sposato dal 1990 con l'attrice Welker White.

## Filmografia parziale

### Cinema
- Amateur, regia di Hal Hartley (1994)
- Stanno tutti bene - Everybody's Fine (Everybody's Fine), regia di Kirk Jones (2009)
- The Good Heart - Carissimi nemici (The Good Heart), regia di Dagur Kári (2009)
- Fuori controllo (Edge of Darkness), regia di Martin Campbell (2010)
- Il matrimonio che vorrei (Hope Springs), regia di David Frankel (2012)
- Birdman, regia di Alejandro González Iñárritu (2014)
- Catfight - Botte da amiche (Catfight), regia di Onur Tukel (2016)
- Ocean's 8, regia di Gary Ross (2018)
- La vita dopo i figli (Otherhood), regia di Cindy Chupack (2019)
- Il processo ai Chicago 7 (The Trial of the Chicago 7), regia di Aaron Sorkin (2020)
- I Care a Lot, regia di J Blakeson (2020)
- Pinball: The Man Who Saved The Game, regia di Austin e Meredith Bragg (2022)

### Televisione
- Law & Order - I due volti della giustizia (Law & Order) - serie TV, 6 episodi (1999-2024)
- Law & Order: Criminal Intent - serie TV, 3 episodi (2002-2009)
- The Comeback - serie TV, 21 episodi (2005-2014)
- CSI: Miami - serie TV, episodi 4x06, 4x15 (2005-2006)
- Californication - serie TV, 8 episodi (2007-2011)
- Damages - serie TV, 5 episodi (2007-2009)
- Numb3rs - serie TV, episodio 4x11 (2008)
- Person of Interest - serie TV, episodi 1x13, 3x10 (2012-2013)
- White Collar - serie TV, episodio 4x05 (2012)
- The Blacklist - serie TV, episodio 1x18 (2014)
- The Good Wife - serie TV, 3 episodi (2015-2016)
- House of Cards - Gli intrighi del potere (House of Cards) - serie TV, 14 episodi (2016-2017)
- Gotham - serie TV, 2 episodi (2017)
- Elementary - serie TV, episodio 5x12 (2017)
- Homeland - Caccia alla spia (Homeland) - serie TV, 3 episodi (2018)
- Ozark - serie TV, 21 episodi (2018-2022)
- Snowpiercer - serie TV, 8 episodi (2021)
- FBI: International - serie TV, episodio 3x05 (2024)

## Doppiatori italiani
Nelle versioni in italiano delle opere in cui ha recitato, Damian Young è stato doppiato da:
- Gaetano Varcasia in CSI: Miami, White Collar
- Francesco Prando in Fuori controllo, FBI: International
- Paolo M. Scalondro in The Good Wife, Ozark (st. 2)
- Vittorio Guerrieri in House of Cards, Homeland - Caccia alla spia
- Sergio Lucchetti in Catfight - Botte da amiche, Snowpiercer
- Raffaele Palmieri in Person of Interest (ep. 3x10), Birdman
- Paolo Marchese in Law & Order - Unità vittime speciali
- Roberto Accornero in Law & Order: Criminal Intent (ep. 1x19)
- Michele Di Mauro in Law & Order: Criminal Intent (ep. 5x09)
- Oliviero Corbetta in Law & Order: Criminal Intent (ep. 8x12)
- Maurizio Reti in Damages
- Paolo Marchese in Californication
- Gianluca Tusco in Stanno tutti bene - Everybody's Fine
- Gino Manfredi in The Good Heart - Carissimi nemici
- Oliviero Dinelli in Person of Interest (ep. 1x13)
- Francesco De Francesco in Gotham
- Davide Marzi in Elementary
- Roberto Chevalier in Ozark (st. 3-4)
- Stefano Benassi in I Care a Lot
- Enrico Di Troia in Il processo ai Chicago 7